# Grand Prix de Berlin
Groupe 1
Le Grand Prix de Berlin (Grosser Preis von Berlin en allemand), anciennement appelé Deutschland-Preis, est une course hippique de galop qui se dispute sur l'hippodrome d'Hoppegarten en Allemagne durant l'été.
Créée en 1888, cette épreuve a connu plusieurs noms et plusieurs hippodromes au cours de son histoire, portant notamment le nom de Deutschland-Preis de 1996 à 2011.
C'est une course de Groupe I, réservée aux pur-sang de 3 ans et plus, qui se court sur 2 400 mètres. La dotation s'élève à 155 000 €.

## Palmarès depuis 1970
| Année | Vainqueur        | S/A | Pays        | Père            | Jockey             | Entraîneur         | Propriétaire          | Temps   |
| ----- | ---------------- | --- | ----------- | --------------- | ------------------ | ------------------ | --------------------- | ------- |
| 2025  | Rebel's Romance  | H.7 | Royaume-Uni | Dubawi          | Billy Loughnane    | Charlie Appleby    | Godolphin             | 2'27"81 |
| 2024  | Al Riffa         | M.4 | Irlande     | Wootton Bassett | Dylan B. McMonagle | Joseph O'Brien     | Al Riffa Syndicate    | 2'30"29 |
| 2023  | Simca Mille      | M.4 | France      | Tamayuz         | Alexis Pouchin     | Stéphane Wattel    | Haras de la Perelle   | 2'34"24 |
| 2022  | Rebel's Romance  | H.4 | Royaume-Uni | Dubawi          | James Doyle        | Charlie Appleby    | Godolphin             | 2'32"33 |
| 2021  | Alpinista        | F.4 | Royaume-Uni | Frankel         | Luke Morris        | Sir Mark Prescott  | Kirsten Rausing       | 2'29"48 |
| 2020  | Torquator Tasso  | M.3 | Allemagne   | Adlerflug       | Lukas Delozier     | Marcel Weiss       | Gestüt Auenquelle     | 2'33"78 |
| 2019  | French King      | M.4 | France      | French Fifteen  | Olivier Peslier    | Henri-Alex Pantall | Cheikh A.bin Al Thani | 2'35"16 |
| 2018  | Best Solution    | M.4 | Royaume-Uni | Kodiac          | Patrick Cosgrave   | Saeed bin Suroor   | Godolphin             | 2'29"35 |
| 2017  | Dschingis Secret | H.4 | Allemagne   | Soldier Hollow  | Adrienus de Vries  | Markus Klug        | Horst Pudwill         | 2'32"89 |
| 2016  | Protectionist    | M.6 | Allemagne   | Monsun          | Eduardo Pedroza    | Andreas Wölher     | Australian Bloodstock | 2'41"50 |
| 2015  | Second Step      | H.4 | Royaume-Uni | Dalakhani       | Jamie Spencer      | Luca Cumani        | Merry Fox Stud Ltd    | 2'28"06 |
| 2014  | Sirius           | M.3 | Allemagne   | Dashing Blade   | Stephen Hellyn     | Andreas Lowe       | Stall Molenhof        | 2'31"50 |
| 2013  | Nymphea          | F.4 | Allemagne   | Dylan Thomas    | Dennis Schiergen   | Peter Schiergen    | Stall Nizza           | 2'26"30 |
| 2012  | Méandre          | M.4 | France      | Slickly         | Maxime Guyon       | André Fabre        | Famille Rothschild    | 2'31"50 |
| 2011  | Danedream        | F.3 | Allemagne   | Lomitas         | Andrasch Starke    | Peter Schiergen    | Gestüt Burg Eberstein | 2'33"50 |
| 2010  | Campanologist    | M.5 | Royaume-Uni | Kingmambo       | Lanfranco Dettori  | Saeed bin Suroor   | Godolphin             | 2'33"04 |
| 2009  | Getaway          | M.6 | France      | Monsun          | Stephen Hellyn     | Jens Hirschberger  | Georg von Ullmann     | 2'28"51 |
| 2008  | Adlerflug        | M.4 | Allemagne   | In The Wings    | Fredrik Johansson  | Jens Hirschberger  | Gestüt Schlenderhan   | 2'37"58 |
| 2007  | Schiaparelli     | M.4 | Allemagne   | Monsun          | Andrasch Starke    | Peter Schiergen    | Stall Blankenese      | 2'31"26 |
| 2006  | Donaldson        | H.4 | Allemagne   | Lando           | Torsten Mundry     | Peter Rau          | Gestüt Ittlingen      | 2'33"06 |
| 2005  | Gonbarda         | F.3 | Allemagne   | Lando           | Filip Minarik      | Uwe Ostmann        | Gestüt Auenquelle     | 2'28"73 |
| 2004  | Albanova         | F.5 | Royaume-Uni | Alzao           | Terence Hellier    | Sir Mark Prescott  | Kirsten Rausing       | 2'33"29 |
| 2003  | Sabiango         | M.5 | Allemagne   | Acatenango      | Eduardo Pedroza    | Andreas Wöhler     | Gestüt Fährhof        | 2'31"48 |
| 2002  | Marienbard       | M.5 | Royaume-Uni | Caerleon        | Lanfranco Dettori  | Saeed bin Suroor   | Godolphin             | 2'25"67 |
| 2001  | Anzillero        | M.4 | Allemagne   | Law Society     | Kevin Woodburn     | Dave Richardson    | Gestüt Erlenhof       | 2'29"22 |
| 2000  | Mutafaweq        | M.4 | Royaume-Uni | Silver Hawk     | Richard Hills      | Saeed bin Suroor   | Godolphin             | 2'27"31 |
| 1999  | Ungaro           | M.5 | Allemagne   | Goofalik        | Andrasch Starke    | Hans Blume         | Gestüt Röttgen        | 2'26"30 |
| 1998  | Ungaro           | M.4 | Allemagne   | Goofalik        | Terence Hellier    | Hans Blume         | Gestüt Röttgen        | 2'30"82 |
| 1997  | Luso             | M.5 | Royaume-Uni | Salse           | Lanfranco Dettori  | Clive Brittain     | Cheikh M. Al Maktoum  | 2'27"60 |
| 1996  | Hollywood Dream  | F.5 | Allemagne   | Master Willie   | John Reid          | Uwe Ostmann        | Gestüt Ittlingen      | 2'26"35 |
| 1995  | Lando            | M.5 | Allemagne   | Acatenango      | Peter Schiergen    | Heinz Jentzsch     | Gestüt Ittlingen      | 2'26"60 |
| 1994  | Sternkönig       | M.4 | Allemagne   | Kalaglow        | Andreas Helfenbein | Theo Grieper       | Gestüt Röttgen        | 2'25"38 |
| 1993  | Kornado          | M.3 | Allemagne   | Superlative     | Mark Rimmer        | Bruno Schütz       | Stall Granum          | 2'40"10 |
| 1992  | Platini          | M.3 | Allemagne   | Surumu          | Mark Rimmer        | Bruno Schütz       | Stall Steigenberger   | 2'29"54 |
| 1991  | Lomitas          | M.3 | Allemagne   | Niniski         | Peter Schiergen    | Andreas Wöhler     | Gestüt Fährhof        | 2'28"99 |
| 1990  | Ibn Bey          | M.6 | Royaume-Uni | Mill Reef       | Richard Quinn      | Paul Cole          | Fahd Salman           | 2'27"09 |
| 1989  | Mondrian         | M.3 | Allemagne   | Surumu          | Kevin Woodburn     | Uwe Stoltefuss     | Stall Hanse           | 2'31"88 |
| 1988  | Helikon [a]      | M.5 | Allemagne   | Königsstuhl     | Lutz Mäder         | Bruno Schütz       | Stall Reckendorf      | 2'36"78 |
| 1987  | Le Glorieux      | M.3 | France      | Cure The Blues  | Alain Lequeux      | Robert Collet      | Sieglinde Wolf        | 2'29"50 |
| 1986  | Acatenango       | M.4 | Allemagne   | Surumu          | Georg Bocskai      | Heinz Jentzsch     | Gestüt Fährhof        | 2'27"70 |
| 1985  | Ordos            | M.5 | Allemagne   | Frontal         | Peter Alafi        | Sven von Mitzlaff  | Gestüt Zoppenbroich   | 2'27"30 |
| 1984  | Abary            | M.4 | Allemagne   | Roi Dagobert    | Georg Bocskai      | Heinz Jentzsch     | Gestüt Fährhof        | 2'28"70 |
| 1983  | Abary            | M.3 | Allemagne   | Roi Dagobert    | Andrzej Tylicki    | Heinz Jentzsch     | Gestüt Fährhof        | 2'29"40 |
| 1982  | Orofino          | M.4 | Allemagne   | Dschingis Khan  | Peter Alafi        | Sven von Mitzlaff  | Gestüt Zoppenbroich   | 2'34"60 |
| 1981  | Lydian           | M.3 | France      | Lyphard         | Freddy Head        | Christiane Head    | Ecurie Aland          | 2'36"50 |
| 1980  | Nebos            | M.4 | Allemagne   | Caro            | Lutz Mäder         | Hein Bollow        | Countess Batthyany    | 2'27"60 |
| 1979  | Nebos            | M.3 | Allemagne   | Caro            | Lutz Mäder         | Hein Bollow        | Countess Batthyany    | 2'36"20 |
| 1978  | First Lord       | M.3 | Allemagne   | Kronzeuge       | Willie Carson      | Georg Zuber        | Stall Weissenhof      | 2'31"50 |
| 1977  | Windwurf         | M.5 | Allemagne   | Kaiseradler     | Geoff Lewis        | Heinz Gummelt      | Gestüt Ravensberg     | 2'31"70 |
| 1976  | Windwurf         | M.4 | Allemagne   | Kaiseradler     | Jerzy Jednaszewski | Heinz Gummelt      | Gestüt Ravensberg     | 2'36"00 |
| 1975  | Athenagoras      | M.5 | Allemagne   | Nasram          | Harro Remmert      | Sven von Mitzlaff  | Gestüt Zoppenbroich   | 2'26"70 |
| 1974  | Tannenberg       | M.4 | Allemagne   | Neckar          | Jerzy Jednaszewski | Heinz Gummelt      | Gestüt Ravensberg     | 2'40"80 |
| 1973  | Arratos          | M.4 | Allemagne   | Kronzeuge       | Fritz Drechsler    | Heinz Jentzsch     | Gestüt Schlenderhan   | 2'30"80 |
| 1972  | Lombard          | M.5 | Allemagne   | Agio            | Fritz Drechsler    | Heinz Jentzsch     | Gestüt Schlenderhan   | 2'35"60 |
| 1971  | Lombard          | M.4 | Allemagne   | Agio            | Fritz Drechsler    | Heinz Jentzsch     | Gestüt Schlenderhan   | 2'32"40 |
| 1970  | Alpenkönig       | M.3 | Allemagne   | Tamerlane       | Fritz Drechsler    | Heinz Jentzsch     | Gestüt Schlenderhan   | 2'37"10 |

a  Carroll House, arrivé premier, a été rétrogradé à la troisième place après enquête des commissaires.

## Vainqueurs précédents
- 1888: Durchgänger
- 1889: Freimaurer
- 1890: Dalberg
- 1891: Hawk
- 1892: Dorn
- 1893: Hardenberg
- 1894: Ausmärker
- 1895: Hannibal
- 1896: Rondinelli
- 1897: Tokio
- 1898: Magister / Sperber's Bruder (ex æquo)
- 1899: Namouna
- 1900: Xamete
- 1901: Tuki
- 1902: Slanderer
- 1903: Signor
- 1904: Pathos
- 1905: Slaby
- 1906: Festino
- 1907: Fels
- 1908: Horizont
- 1909: For Ever
- 1910: Fervor
- 1911: Icy Wind
- 1912: Dolomit
- 1913: Majestic
- 1914: Orelio

- 1915: pas de course
- 1916: Anschluss
- 1917: Landgraf
- 1918: Traum
- 1919: Eckstein
- 1920: Herold
- 1921: Ossian
- 1922: Wallenstein
- 1923: Augias
- 1924: Augias
- 1925: Weissdorn
- 1926: Ferro
- 1927: Mah Jong
- 1928: Oleander
- 1929: Oleander
- 1930: Alba
- 1931: Sichel
- 1932: Wolkenflug
- 1933: Alchimist
- 1934: Blinzen
- 1935: Sturmvogel
- 1936: Sturmvogel
- 1937: Corrida
- 1938: Antonym
- 1939: Elritzling
- 1940: Schwarzgold
- 1941: Niccolo dell'Arca

- 1942: Ticino
- 1943: Ticino
- 1944: Ticino
- 1945–46: pas de course
- 1947: Glockenton
- 1948: Solo
- 1949: Nebelwerfer
- 1950: Niederländer
- 1951: Grande
- 1952: Mangon
- 1953: Tasmin
- 1954: Mangon
- 1955: Masetto
- 1956: Gombar
- 1957: Mogul
- 1958: Agio
- 1959: Waldcanter
- 1960: Wicht
- 1961: Windbruch
- 1962: Windbruch
- 1963: Mercurius
- 1964: Mercurius
- 1965: Mercurius
- 1966: Kronzeuge
- 1967: Norfolk
- 1968: Luciano
- 1969: Cortez